# Малоцвілянська сільська рада
Малоцвілянська сільська рада — колишня адміністративно-територіальна одиниця та орган місцевого самоврядування у Городницькому, Ярунському і Новоград-Волинському районах Коростенської і Волинської округ, Київської й Житомирської областей Української РСР та України з адміністративним центром у с. Мала Цвіля.

## Населені пункти
Сільській раді були підпорядковані населені пункти:
- с. Мала Цвіля
- с. Берегове
- с. Вірівка
- с. Карпилівка

## Населення
Кількість населення ради, станом на 1923 рік, становила 1 233 особи, кількість дворів — 214.
Кількість населення сільської ради, станом на 1924 рік, становила 1 292 особи.
Відповідно до результатів перепису населення СРСР, кількість населення ради, станом на 12 січня 1989 року, становила 605 осіб.
Станом на 5 грудня 2001 року, відповідно до перепису населення України, кількість мешканців сільської ради становила 594 особи.

## Склад ради
Рада складалась з 12 депутатів та голови.

### Керівний склад сільської ради
| ПІБ                       | Основні відомості                                                             | Дата обрання | Дата звільнення |
| ------------------------- | ----------------------------------------------------------------------------- | ------------ | --------------- |
| Копач Іван Миколайович    | Сільський голова, 1957 року народження, освіта, член народної партії          | 26.03.2006   | 31.10.2010      |
| Псюк Сергій Володимирович | Сільський голова, 1968 року народження, освіта незакінчена вища, безпартійний | 31.10.2010   |                 |

Примітка: таблиця складена за даними джерела

## Історія
Створена 1923 року в складі с. Мала Цвілька (Мала Цвіля), колонії Маргаритівка-Цвільська Сербівської волості та кол. Вірівка Городницької волості Новоград-Волинського повіту Волинської губернії. Станом на 17 грудня 1926 року в підпорядкуванні значилося урочище Ямки, яке, 1 жовтня 1941 року, не перебувало на обліку населених пунктів. 20 липня 1927 року кол. Маргаритівка-Цвільська передано до складу новоствореної Карпилівської сільської ради Городницького району. 7 квітня 1933 року, відповідно до постанови президії Київського ОВК «Про утворення 3 нових сільрад в Городницькому районі — Перелісянської, Веровської та Курчицько-Гутської», у кол. Вірівка утворено окрему сільську раду. З 1946 року на обліку значився хутір Заріччя (згодом — Берегове).
Станом на 1 вересня 1946 року сільська рада входила до складу Городницького району Житомирської області, на обліку в раді перебували с. Мала Цвіля та х. Заріччя.
11 серпня 1954 року, відповідно до указу Президії Верховної ради Української РСР «Про укрупнення сільських рад по Житомирській області», до складу ради включено села Вірівка та Карпилівка ліквідованих Вірівської й Карпилівської сільських рад Городницького району.
На 1 січня 1972 року сільська рада входила до складу Новоград-Волинського району Житомирської області, на обліку в раді перебували села Берегове, Вірівка, Карпилівка та Мала Цвіля.
Ліквідована 29 грудня 2016 року в зв'язку з об'єднанням до складу Чижівської сільської територіальної громади Новоград-Волинського району Житомирської області.
Входила до складу Городницького (7.03.1923 р.), Ярунського (28.11.1957 р.) та Новоград-Волинського (4.06.1958 р.) районів.